# Фишгардский десант
Фишгардское вторжение (фр. Bataille de Fishguard) — предпринятая в рамках войны Первой коалиции 22—24 февраля 1797 года попытка сил революционной Франции вторгнуться на территорию Великобритании с моря. Высадка десанта закончился поражением франко-ирландской коалиции, несмотря на её численный перевес (1400 человек союзников против 700 у британцев).

## Предыстория. Планы французов
В середине 1790-х годов французский революционный генерал Лазар Гош разработал план трёхсторонней атаки на Британию. Формальной целью вторжения являлось освобождение Ирландии, за которое выступало искавшее поддержки у французов Общества объединённых ирландцев. Согласно плану Гоша, два французских отряда должны были высадиться в Великобритании в качестве отвлекающего манёвра, а третий отряд, наиболее многочисленный, должен был высадиться в Ирландии. Неблагоприятная погода воспрепятствовала планам высадки двух отряда, но третий, нацеленный на высадку в Уэльсе и марш на Бристоль, продолжал исполнение плана.
В декабре 1796 года Гош с основными силами прибыл на французских кораблях в залив Бантри, но штормовая погода помешала французскому флоту. Не сумев высадиться, Гош вернулся во Францию. В следующем месяце, январе 1797 года  штормовая погода аналогичным образом заставила вернуться отряд, назначенный для высадки в Ньюкасле. Среди факторов, препятствовавших успеху французов были: неудачно выбранное время года (зимний сезон штормов), отсутствие у французских солдат привычки к передвижению на кораблях (что приводило к мятежам и морской болезни; к моменту приближения к британским берегам, войска оказывались измотанными), недостаточное количество и качество войск (одновременно с десантами в Британию боевые действия шли в Италии (под командованием генерала Бонапарта) и на Рейне, а также во многих других местах).
Несмотря на провал первых двух десантов, силы третьего десанта 16 февраля 1797 года погрузились на четыре военных корабля во французском Бресте и взяли курс на Уэльс. Предполагалось, что валлийцы — коренное население Уэльса, родственное ирландцам, охотно окажут поддержку десантированным войскам; значительная ассимилированность валлийцев и их поддержка британской короны в расчёт не принимались.

## Силы десанта
Силы десанта состояли из 1400 солдат. 600 из них представляли собой боеспособный регулярный батальон французской пехоты, лучшей частью которого (по регламенту и на практике) являлась 1-я (гренадерская) рота лейтенанта Сен-Леже. Остальные 800 человек представляли собой так называемый Чёрный легион, иррегулярное формирование, теоретически состоящее из ирландцев, но на практике, за недостатком таковых, дополненное, по образцу штрафбата, значительным числом дезертиров, каторжников и неблагонадёжных солдат из числа роялистов и крайних республиканцев. Значительную часть офицеров Чёрного легиона составляли, всё-таки, ирландцы; офицеры регулярного батальона были, в основном, французами.
Руководителем десанта был назначен 44-летний американский авантюрист, полковник Уильям Тейт. В молодости он участвовал в войне за Независимость США, однако в дальнейшем был изгнан из Соединённых Штатов за попытку поднять вооружённый мятеж, после чего поступил на французскую службу.
Подобное качество десанта, по всей вероятности, являлось результатом скептического отношения к плану Гоша, по крайней мере, некоторой части французского республиканского правительства. Кроме того, французский флот опасался вступать в столкновение с более сильным британским флотом в открытом море, особенно до того, как будет высажен десант. Этим объясняется странное время года, выбранное для высадок — предполагалось что основные силы британского флота в это время будут находиться в гаванях. Наконец, ограниченное количество военных кораблей не позволяло перевезти много солдат за раз, тогда как транспортники  без достаточной поддержки были бы уязвимы для атаки со стороны британских военно-морских сил.
За морскую часть десанта отвечал командор Жан-Жозеф Кастанье. Морские силы включали в себя четыре боевых корабля: только что построенные фрегаты «Vengeance» и «Résistance», корвет «Constance» и люгер «Vautour».
Для конспирации на всех четырёх французских военных кораблях были подняты русские Андреевские флаги.

## Ход событий

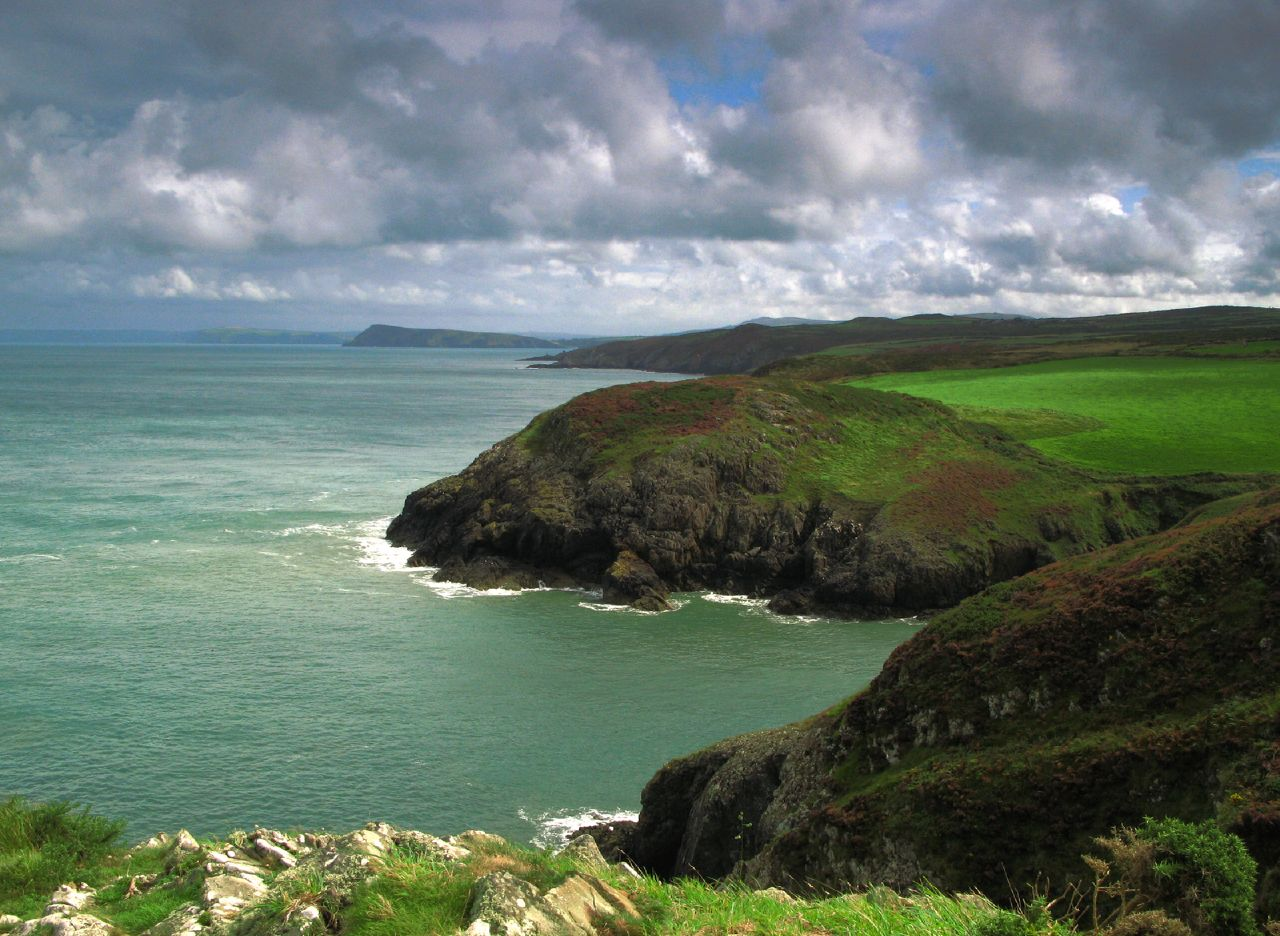
Вид мыса Каррегвастад в наше время.

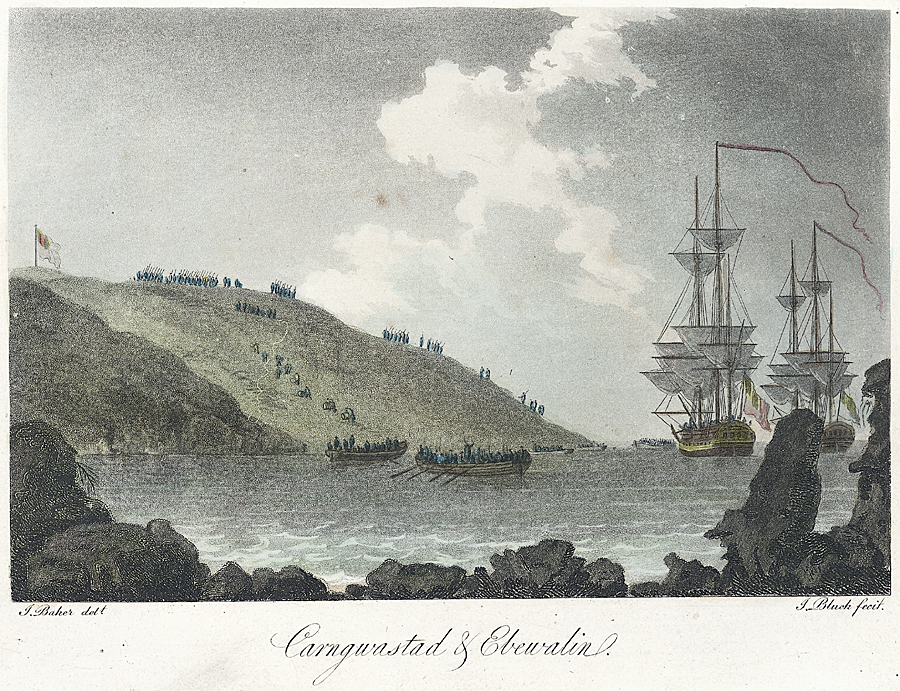
Высадка французов на Каррегвастаде. Раскрашенная гравюра того времени.

22 февраля 1797 года французские войска, не встретив никакого сопротивления, высадились на мысе Каррегвастад возле Фишгарда в графстве Пембрукшир. Высадка прошла сравнительно успешно, однако одна из шлюпок затонула, разбившись о камни, причём было потеряно несколько пушек и боеприпасы к ним. Оставшиеся 17 шлюпок с солдатами, 47 бочками с порохом и неизвестным количеством орудий достигли берега.
Узнав о высадке Тейта и его соратников, местные стали вооружаться, но совсем не для того, чтобы оказать помощь десантникам, а чтоб защититься от них же. Их опасения не были напрасны: в условиях недостатка провианта, Тейт, желавший, казалось бы, заручиться поддержкой фермеров, счел весьма своевременным отдать войскам приказ «жить за счёт земли», то есть, выражаясь проще, грабить окрестности. Солдаты Чёрного легиона восприняли это приказание с энтузиазмом. Их энтузиазм возрос ещё более, когда на ближайших фермах обнаружились огромные запасы дорогостоящего алкоголя. Выяснилось, что буквально за несколько дней до высадки Тейта о скалы Каррегвастада разбился торговый корабль из Португалии, перевозивший в Британию груз портвейна, а местные крестьяне сперва приняли деятельное участие в «спасении» ценного груза, а в дальнейшем распределили бочонки между собой в качестве «призовых». Обнаружение запасов портвейна полностью подкосило и без того шаткую боеспособность Чёрного легиона. Со своей стороны, валлийские фермеры были полны решимости отстоять нажитое. В стычках на окрестных фермах погибло не меньше шести валлийцев и французских десантников, но куда большее количество легионеров просто исчезли за ночь, и британцы по одному обнаруживали и задерживали их на окрестных фермах в чрезвычайно пьяном виде.

## Положение британцев

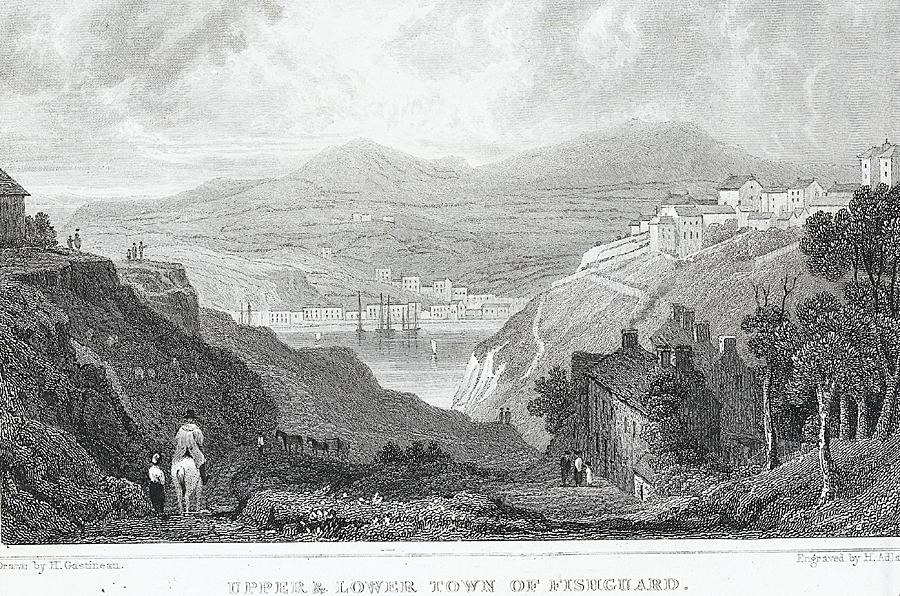
Вид Фишгарда около 1830 года

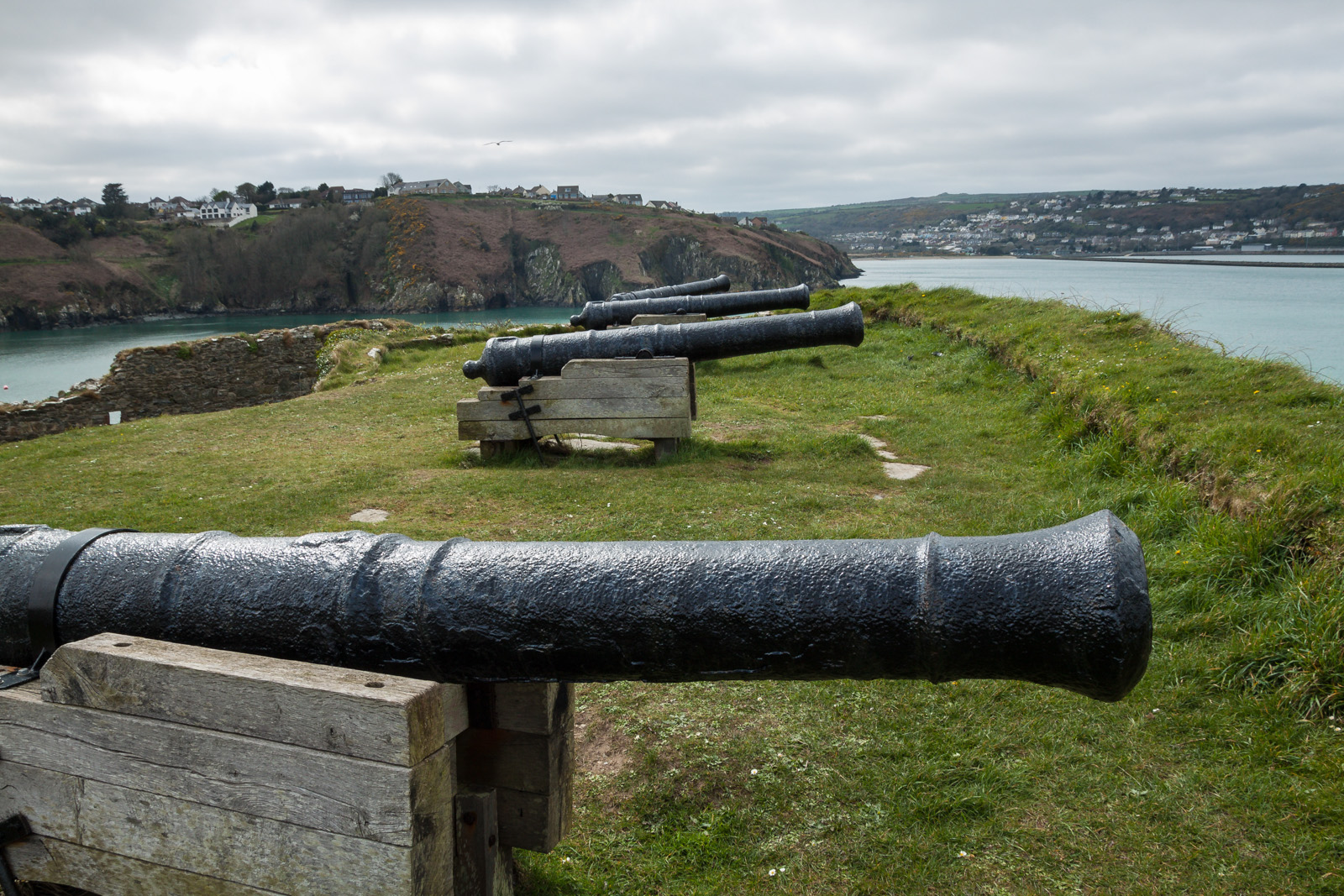
Руины фишгардского форта с орудиями наполеоновского времени.

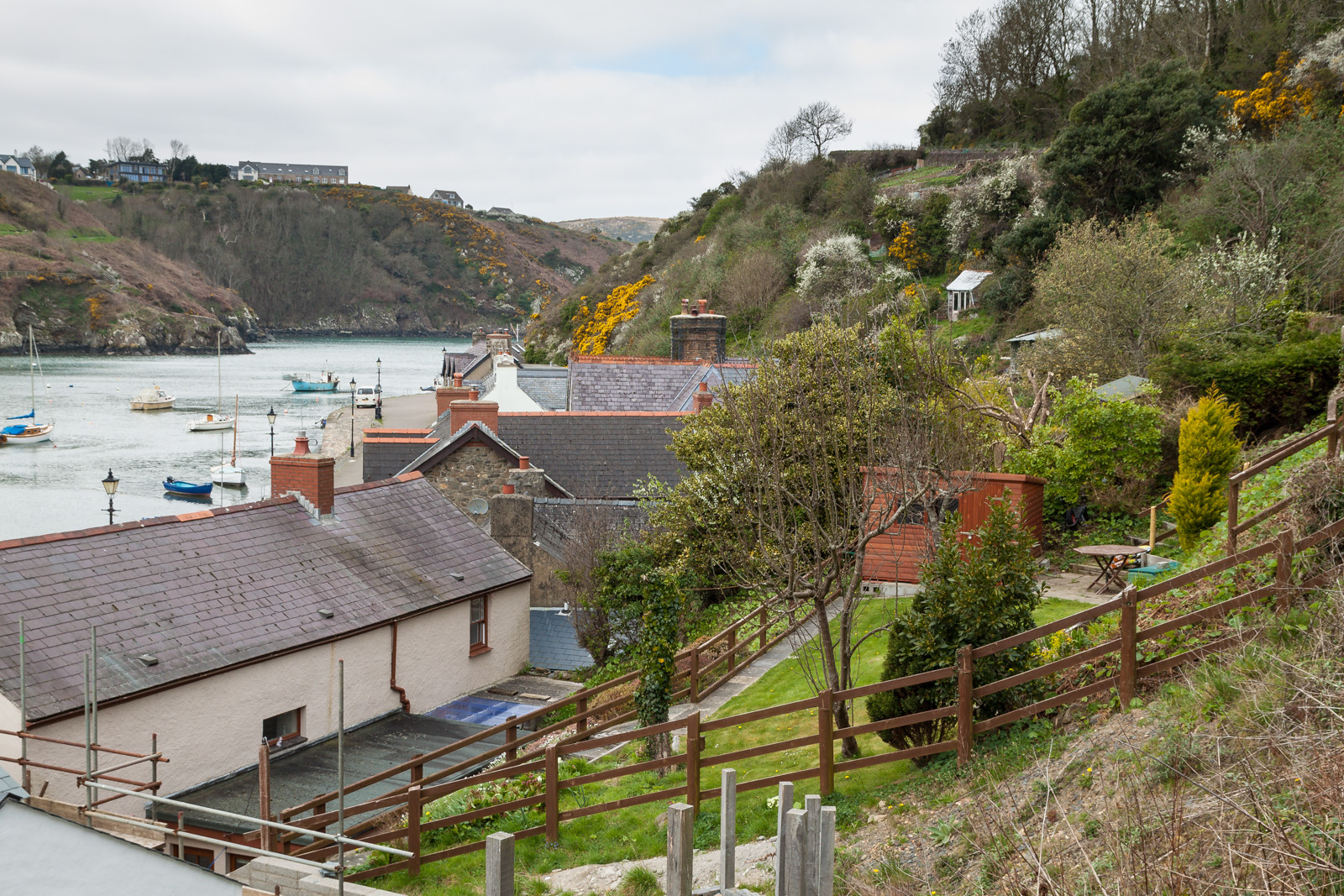
Вид Фишгарда в наши дни.

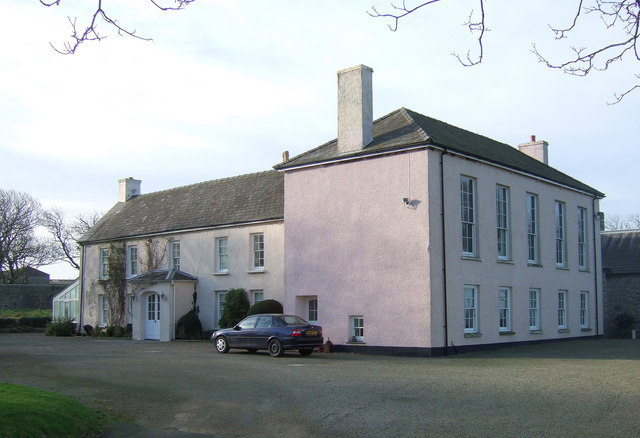
Поместье Трегвинт, где подполковник Нокс во время ночного бала получил информацию о высадке французов. На переднем плане — бальный зал.

В графстве Пембрукшир на тот момент практически не было регулярных британских войск. Форт, прикрывавший с моря гавань Фишгарда, оборонялся инвалидной командой. Эта команда, впрочем, включала в себя канониров-ветеранов, обслуживавших орудия устаревших образцов. Кроме того, имелось добровольческое формирование «пехотинцев Фишгарда и Ньюпорта», которое ещё в 1794 году, при первых намёках на французскую угрозу, сформировал местный землевладелец Уильям Нокс. Это формирование насчитывало примерно 300 человек, а непосредственное командование им было возложено на 28-летнего сына лендлорда, Томаса Нокса. Младший Нокс совершенно легально купил себя звание подполковника (практика продажи чинов в Великобритании существовала весь XVIII век), но не боевой опыт, которого не имел.
Кроме того, на территории графства имелись:
- Отряд Пембрукских йоменов (здесь — ополченцев) лорда Кодора, созданное за несколько лет до этого достаточно боеспособное формирование во главе с энергичным лидером. К моменту высадки французов лорд Кодор находился в 30 милях от мыса Каррегвастад, на крайнем юге графства.
- Отряд в Хаверфордуэсте, где подполковник Колби сумел собрать 250 ополченцев и волонтёров.
- Отряд в Милфорд-Хейвене, где капитан Лонгкрофт собрал 150 моряков с двух торговых судов при девяти орудиях.
- Неизвестное количество волонтёров, в дальнейшем присоединившихся к войскам.

Тем не менее, ближайшим к месту высадки оставался отряд подполковника Нокса. Новость о появлении французов подполковник получил ночью 22 февраля, находясь на балу, проходившем в поместье Трегвинт, и счёл нужным продолжить развлечения до утра, прежде чем ближе к полудню двинуть войска в наступление.
Тем временем, французы, несмотря на потери, вызванные портвейном, также утром следующего дня выдвинулись вперёд и продвинулись примерно на две мили вглубь британской территории. Командующий Тейт расположил свой штаб на ферме Треховель под охраной гренадерской роты. Стояла холодная промозглая погода, к которой французы не были готовы, и по этой причине десантники-легионеры искали любые способы обогреться. Согласно местной легенде, записанной позже, группа солдат из Чёрного легиона ворвалась в местную приходскую церковь и развела в ней огромный костёр из церковных скамей и Библий. Только солдаты регулярного батальона всё ещё представляли собой организованную силу. 
Тем временем Нокс, оправившись после бала, двинулся в атаку на противника. Французы, узнав о приближении англичан, заняли сильную оборонительную позицию на скалах. Ноксу не удалось собрать свой отряд целиком, по некоторым данным, у него было не больше 200 солдат (однако, с учётом местных добровольцев, эта цифра могла быть сильным преуменьшением). Обнаружив перед собой превосходящие силы противника, Нокс почёл за лучшее отступить без боевого соприкосновения, попутно приказав инвалидной команде Фишгарда взорвать свои пушки, что инвалиды отказались выполнять. Население Фишгарда в панике бежало следом за армией, как оказалось, несколько преждевременно.
На полпути отступления Нокс повстречал отряд лорда Кодора, и попытался перехватить у него командование войсками, ссылаясь на свой высокий чин подполковника. Однако, столкнувшись с единодушием окружающих, подчинился лорду Кодору. Объединив под своим командованием отряды Колби, Нокса, Лонгкрофта и свой собственный, лорд Кодор имел под своим началом, вероятно, не менее тысячи человек (возможно, до полутора-двух тысяч), хотя британские источники склонны преуменьшать эту цифру, не включая в неё вооружившихся местных жителей. Кроме того, инвалидная команда продолжала удерживать цитадель Фишгарда, а часть моряков Лонгкрофта были оставлены в замке Хаверфордуэст, на стенах которого установили шесть корабельных орудий.

## Стояние при Фишгарде
Добившись единоличного командования войсками, лорд Кодор повёл британцев обратно к скалам, откуда они отступали утром того же дня. К этому времени положение Тейта стало крайне сложным, так как количество портвейна на полуострове превзошло все его пессимистические прогнозы. Флот командора Кастанье исчез. В этих обстоятельствах офицеры Тейта на военном совете посоветовали полковнику сдаться без боя.
Тем временем, к 17 часам солдаты лорда Кодора достигли скал. Сразу же после этого лорд Кодор попытался провести штурм французский позиции, и во главе 600 солдат при трёх орудиях, двинулся по узкому проходу в живых изгородях, ведущему в сторону скал. Эта идея могла закончиться плачевно для британцев, так как гренадерская рота лейтенанта Сен-Леже, укрывшись за живой изгородью в дальнем конце тропы организовали засаду на ничего не подозревающих англичан. К счастью для лорда Кодора, начало быстро темнеть, ополченцы отказались лезть в темноте на скалы, и вся колонна организовано повернула назад, избежав столкновения с французскими солдатами.
В тот же вечер два франко-ирландских офицера прибыли в паб «Королевский дуб» на центральной площади Фишгарда, где лорд Кодор предусмотрительно разместил свой штаб. Французы потребовали, чтоб им позволили сдаться, дождаться возвращения кораблей и отплыть обратно. Лорд Кодор заявил, что его такой расклад не устраивает, и потребовал безоговорочной сдачи в плен, угрожая в противном случае начать боевые действия. Франко-ирландцы, не желавшие боевых действий, поразмышляли недолгое время и согласились. Местом проведения церемонии был назначен Гудвикский пляж, временем  — 10 часов утра. Обсудив всё это, французы удалились.

## Капитуляция

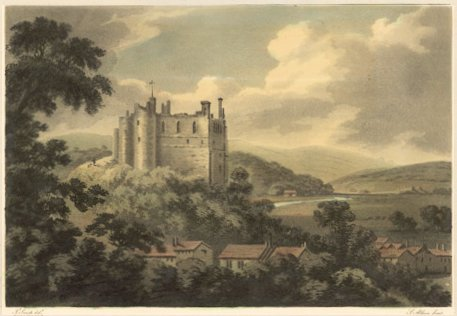
Хаверфордуэстский замок на литографии 1794 года

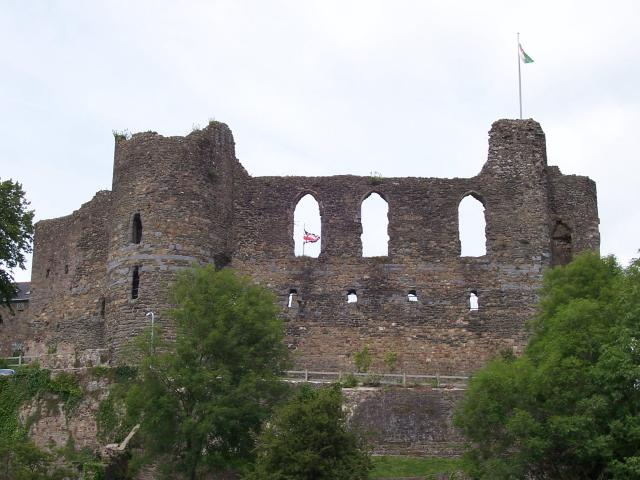
Хаверфордуэстский замок в наши дни.

На следующее утро войска лорда Кодора торжественно выстроились в боевом порядке на утёсах, окружающих Гудвикский пляж. С этим событиям связана легенда о валлийской народной героине Джемайме Николас. Джемайма обратила внимание, что традиционный праздничный костюм валлийских женщин, состоящий из высокой, похожей на цилиндр, шляпы и красной шали отдалённо напоминает мундиры британских солдат. Вдохновлённые Джемаймой, валлийские женщины выстроились на скалах позади одетых во что попало ополченцев лорда Кодора и всё утро маршировали там на виду у французов, создавая видимость присутствия большого числа регулярных британских солдат.
Окончательно утратив боевой дух, приблизительно около 15 часов французы подписали капитуляцию. В 16 часов колонна французских пленных была проведена через Фишгард и отправлена во временное заключение в Хаверфордуэстский замок. Однако некоторые французские солдаты вылавливались по окрестностям и позднее. Так, вышеупомянутая Джемайма, согласно легенде, сложив с себя командование парадом, в одиночку пленила 11 солдат и заперла их в местной церкви Святой Марии.
Несмотря на то, что часть пленных являлись ирландцами с сомнительным правовым статусом, с британской стороны было соблюдено обязательство считать их военнопленными, в 1798 году большинство солдат во главе с Тейтом были отправлены во Францию домой.

## События на море

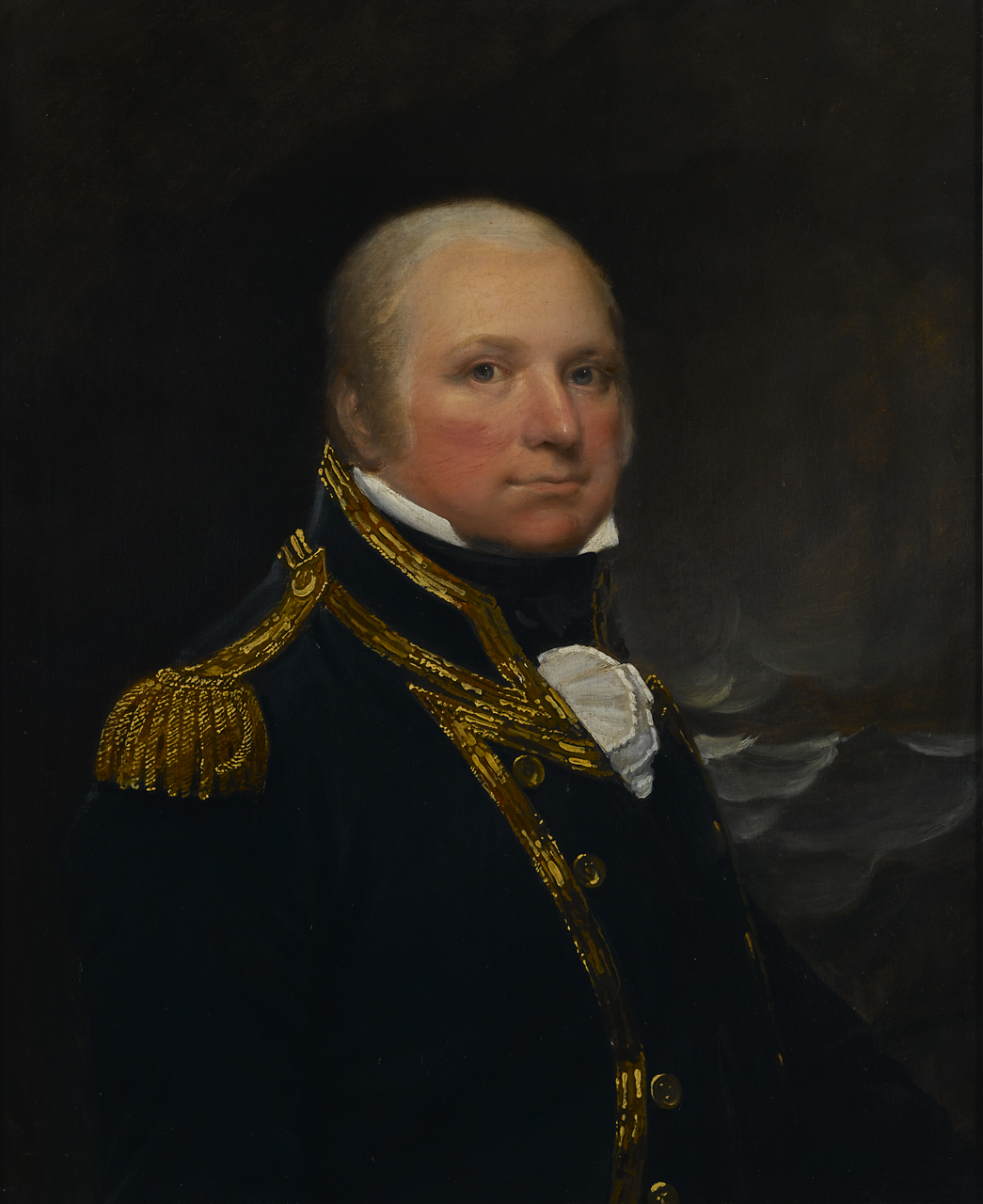
Британский военный моряк капитан Джон Кук, в дальнейшем погибший в битве при Трафальгаре. Художник Лемюэль Эббот

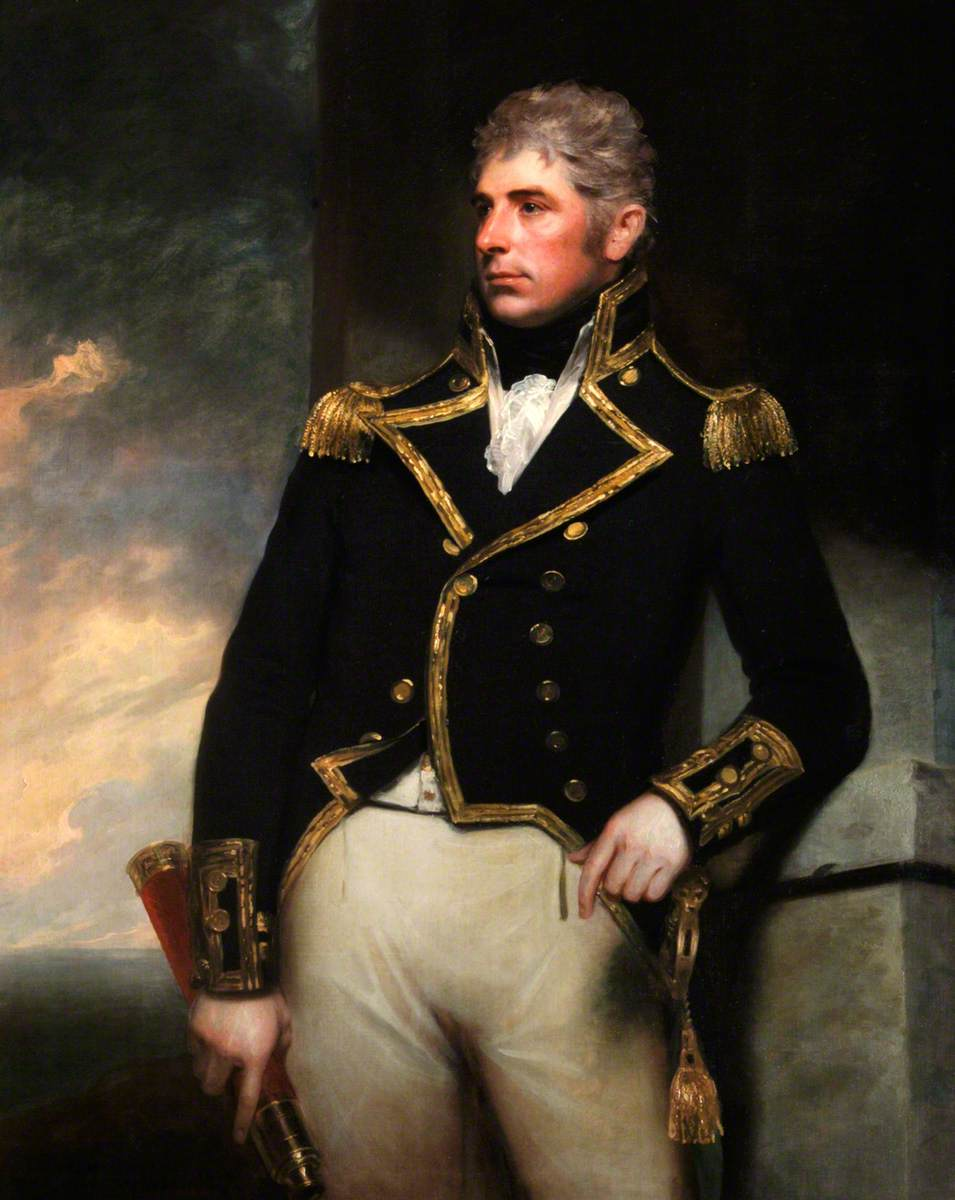
Капитан (в дальнейшем — адмирал) сэр Гарри Нил. Художник Уильям Бичи

Тем временем четыре корабля под командованием командора Кастанье продолжали в некоторой прострации крейсировать между Великобританией и Ирландией. Там два из них был 7 марта обнаружен двумя британскими военным кораблями под командованием капитана Джона Кука и сэра Нила. Кук и Нил отважно атаковали корабли противника и, в результате получасового боя, оба захватили. Французы при этом потеряли 18 моряков убитыми и 15 ранеными, потери британцев были незначительны. Оба корабля поступили на вооружение британского военно-морского флота, причём «La Constance» сохранил прежнее название («HMS Constance»), а «La Resistance» был переименован в «HMS Fishguard» («Фишгард») в память о сражении.
Командор Кастанье вернулся во Францию на одном из двух оставшихся кораблей.

## Наследие
Сегодня на месте неудачной высадки французов установлен скромный мемориальный камень. Паб «Королевский дуб» в Фишгарде продолжает свою работу. Полк Пембрукских ополченцев-йоменов лорда Кодора был переформирован в постоянную боевую часть, участвовал в обеих мировых войнах. В настоящее время традиции этой части сохраняет отряд Пембрукских йоменов в составе Королевского логистического корпуса британских вооружённых сил. Лорд Кодор сегодня известен не только своей ролью в пленении французского десанта, но и великолепным парадным портретом работы Джошуа Рейнольдса который до сих пор хранится в шотландском замке Кодор.
В 1997 году, к 200-летию битвы при Фишгарде, публике был представлен 100-футовый (30 с лишним метровый гобелен) «Последнее вторжение», вытканный 78 добровольцами. Этот гобелен являлся аллюзией на знаменитый «гобелен из Байё», изображающий вторжение в страну армии Вильгельма Завоевателя («первое французское вторжение»).

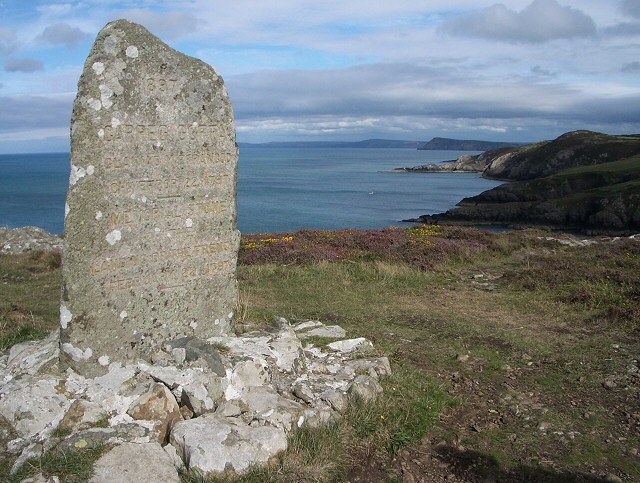
Мемориальный камень на месте событий

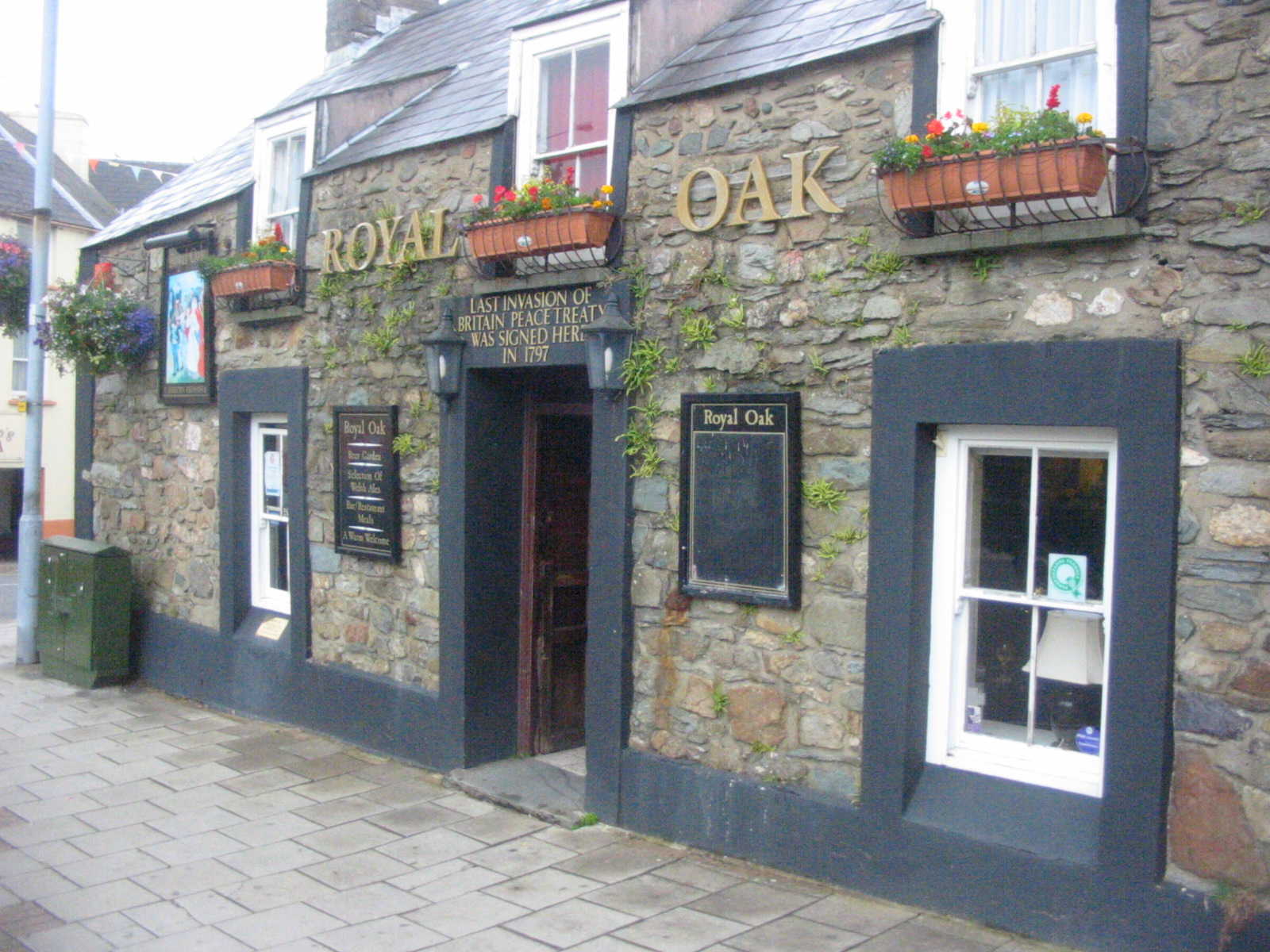
Паб «Королевский дуб» в настоящее время.

Французы не оставили после этого своих попыток высадить в Британии. В следующем 1798 году ещё один французский десант был высажен в Ирландии, однако боевые действия и там закончились полным провалом. В 1805 году Наполеон вынашивал грандиозный план переброски главных сил своей армии в Британию на французских и испанских кораблях. В этих обстоятельствах британцы, не жалея денег, сподвигли Австрию и Россию объявить войну Наполеону. Французские войска были вынуждены оставить свои приготовления на берегу Ла-Манша и двинулись в Центральную Европу, а британцы тем временем в битве при Трафальгаре полностью уничтожили франко-испанский флот. Опасность для Великобритании миновала.
Боевые действия в Фишгарде имели и ещё одно последствие. Когда информация о высадке французов достигла Лондона, успев к тому времени обрасти самыми фантастическими подробностями, это спровоцировало в городе панику и биржевой кризис. Желая сохранить свои сбережения, богатые люди кинулись обменивать бумажные ассигнации на золото по номиналу, на что, по тогдашним законам, имели право. Однако, поскольку фактическое количество находившихся в обороте бумажных ассигнаций в то время уже в два раза превосходило государственный золотой запас, который должен был эти ассигнации обеспечивать, то указом британского парламента обмен государством бумажных денег граждан на золото по номиналу был запрещён и не восстанавливался вплоть до 1821 года. Таким образом, события в Фишгарде стали катализатором первого в британской истории отказа от непосредственного конвертирования валют. Ассигнации перестали представлять собой билет государственного казначейства, эквивалентный некоторому количество золота, на которое его можно было обменять, и превратились в самостоятельное платёжное средство.